# Xã Straight Creek, Quận Jackson, Kansas
Xã Straight Creek (tiếng Anh: Straight Creek Township) là một xã thuộc quận Jackson, tiểu bang Kansas, Hoa Kỳ. Năm 2010, dân số của xã này là 185 người.